# Amor con vista
Amor con vista es una obra teatral del Siglo de Oro español del dramaturgo Lope de Vega perteneciente al género de las comedias urbanas. Fue terminada de escribir, según consta en el manuscrito autógrafo de Lope, el 10 de diciembre de 1626. La obra se desarrolla en Nápoles durante del virreinato de don Pedro Téllez-Girón, III duque de Osuna, celéberrimo héroe de guerra y mecenas de Francisco de Quevedo.

## Análisis
El conde Otavio llega a Nápoles a la casa de su prometida esposa Celia para concertar casamiento con ella. Pero mientras está alojado allí acude una mujer, Fénix, hija de un conde la ciudad, pidiendo posada y amparo. Tomé, el criado del conde, decide ayudarla y esconderla en la habitación de su señor. La dama confiesa haberse escapado aquel mismo día del casamiento que su padre Fabricio concertó entre ella y el galán César Gonzaga. Otavio se enamora de Fénix y con la complicidad del criado consigue ocultar todo a Celia hasta el final de la comedia. La obra se concluye con múltiples bodas finales protagonizadas por la nueva pareja constituida por Fénix y Otavio.
En el desarrollo de la acción adquiere notable importancia don Pedro Téllez-Girón, cuya presencia en el desenlace es fundamental para el final feliz de la comedia.